# Arabis kandingensis
Arabis kandingensis är en korsblommig växtart som beskrevs av Yu Hua Zhang. Arabis kandingensis ingår i släktet travar, och familjen korsblommiga växter. Inga underarter finns listade i Catalogue of Life.